# Agrostis elliotii
Agrostis elliotii là một loài thực vật có hoa trong họ Hòa thảo. Loài này được Hook. ex Scott-Elliot mô tả khoa học đầu tiên năm 1891.